# Faly Randrianantoandro
Faly Hery Sedra Randrianantoandro (ur. 1992) – madagaskarski zapaśnik walczący w stylu wolnym. 
Zajął piąte miejsce na mistrzostwach Afryki w 2012. Srebrny medalista igrzysk Wysp Oceanu Indyjskiego w 2023 roku.